# 수연산방
수연산방(壽硯山房)은 서울특별시 성북구 성북동에 위치한 전통 찻집이며, 원래는 상허 이태준의 고택이었다.

## 내용
원래 이곳은 황진이, 왕자호동 등을 집필한 작가 이태준의 고택이었으나, 1999년 생외손녀(甥外孫女) 조상명이 1933년 이태준이 지은 당호인 수연산방을 내걸고 찻집을 열었다.